# Tununguá
Tununguá è un comune della Colombia facente parte del dipartimento di Boyacá.
Il centro abitato venne fondato da Guillermo Peña Páez e Carlos Mendieta nel 1850, mentre l'istituzione del comune è del 30 novembre 1962.